# Kamsholmsfjärden
Kamsholmsfjärden är en fjärd i Finland. Den ligger i landskapet Nyland, i den södra delen av landet, 100 km väster om huvudstaden Helsingfors.
På äldre kartor finns namnet Bengtsårfjärden för hela området öster om Bengtsår från Krogarsviken till Bengtsår Prästön längs den nuvarande administrativa gränsen mellen Hangö och Raseborg. Denna fjärden omfattar då Kamsholmsfjärden eller är identisk med den.
Delar av sjöslaget vid Hangö udd 1714 ägde rum vid dessa vatten.